# ديفيد أرنولد
ديفيد أرنولد (بالإنجليزية: David Arnold)‏ هو لاعب كرة قدم أمريكية أمريكي، ولد في 21 نوفمبر 1966 في وارن في الولايات المتحدة.

## وصلات خارجية
- ديفيد أرنولد على موقع مرجع كرة القدم المحترفة.كوم (الإنجليزية)